# Chiesa di San Gregorio (Salerno)
La chiesa di San Gregorio è un edificio di culto che si trova nel centro storico di Salerno sulla Via dei Mercanti, l'antica strada commerciale di Salerno.

## Caratteristiche
La chiesa longobarda, costruita intorno all'anno mille, era originariamente a tre navate. Nel Settecento, allo scopo di facilitare l'accesso al vicino Palazzo Pinto, ne fu demolita un'ala fatiscente.
Attualmente l'interno della ex-chiesa ospita il Museo virtuale della scuola medica salernitana, dove vengono esposte copie di immagini didattiche e materiale fotografico relativo alla illustre "Scuola".
Vi sono inoltre numerose riproduzioni (di miniature e di documenti originali del medioevo) relazionate alla storia della medicina, come quella del famoso "Regimen sanitatis".
Una lapide in arenaria (attualmente custodita presso il Museo diocesano) proveniente dalla controfacciata della chiesa, testimonia che essa nel 1176 subì un importante restauro per ordine del re Guglielmo II.
La chiesa a seguito di una fase di ristrutturazione per migliorare l'area espositiva del Museo, che attrae la maggioranza dei turisti in visita al vicino duomo, è stata riaperta al pubblico il 18 dicembre 2009.